# MacKinnon-Gletscher
Der MacKinnon-Gletscher ist ein Gletscher in den Bowers Mountains des ostantarktischen Viktorialands. In der Lanterman Range fließt er entlang der Westflanke des Reilly Ridge in nördlicher Richtung zum Sledgers-Gletscher.
Das New Zealand Antarctic Place-Names Committee benannte ihn 1983 nach dem Geologen David Ironside MacKinnon, der im Rahmen einer Kampagne des New Zealand Antarctic Research Program zwischen 1974 und 1975 in diesem Gebiet tätig war.